# 德布勒森区
德布勒森区（匈牙利語：Debreceni járás），是匈牙利豪伊杜-比豪尔州的一个区，总面积531.12平方公里，总人口224,228人（2011年），人口密度423人/平方公里。中心城市为德布勒森。

## 市镇
德布勒森区包含一个州级市和一个城镇。